# Numerijan
Numerijan (253. – 284.), puno ime Marcus Aurelius Numerius Numerianus, Rimski car od 283. do 284. Sin cara Kara i regent Rimskog Carstva sa svojim starijim bratom Karinom, ali samo istočnog djela carstva. Nastavio je rat u Mezopotamiji gdje je prilikom povlačenja i poginuo.

### Ostali projekti
|  | Zajednički poslužitelj ima još gradiva o temi Numerijan |